# Pentace macroptera
Pentace macroptera är en malvaväxtart som beskrevs av André Joseph Guillaume Henri Kostermans. Pentace macroptera ingår i släktet Pentace och familjen malvaväxter. Inga underarter finns listade i Catalogue of Life.